# Дисна (град)
Дисна или Дзисна (блр. Дзісна; рус. Дисна; пољ. Dzisna) град је у северозападном делу Републике Белорусије. Административно припада Мјорском рејону Витепске области.
Према проценама из 2014. у граду су живела 1.633 становника.

## Географија
Град Дисна се налази на левој обали реке Западне Двине, на месту где се у њу улива река Дисна, негде на пола пута између града Мјорија на западу и Полацка на истоку (оба удаљена око 50 км). Од административног центра области Витепска удаљен је око 130 км северозападно.

## Историја
Иако први писани подаци о овом насељу потичу из 1461. године, извесно је да је оно постојало и доста раније. Тако се током XI века на месту данашњег насеља помињало насељено место Копец град (од речи копати). Први поузданији подаци о насељу датирају из 1563. године и односе се на утврђење опасано земљаним бедемима на острву на Западној Двини, док је насупрот острва постојало село Дисна. Те године је на месту некадашњег земљаног утврђења пољски краљ Стефан Батори подигао ново утврђење
Године 1793. Дисна постаје делом Руске Империје, и центар Дизњенског округа. Град је претрпео велика разарања током Наполеонове инвазије на Русију 1812. године. Готово све дрвене грађевине у граду су изгореле у великом пожару који је захватио град 1882. године.
Према подацима сверуског пописа становништва из 1897. у граду је живело 6.756 становника, од чега је 4.590 Јевреја, 1.567 Белоруса, 396 Руса и 187 Пољака.
Град је у периоду 1921—1939. био у саставу Пољске и имао је статус центра повјата. Након периода пољске власти постаје делом Белоруске ССР, а од 1940. и центром Дизњенског рејона (до 1959. године од када је у саставу Мјорског рејона).

## Становништво
Према процени, у граду је 2014. живело око 1.633 становника.
| 1897. | 1959. | 1970. | 1979. | 1989. | 1999. | 2009.  | 2014. |
| ----- | ----- | ----- | ----- | ----- | ----- | ------ | ----- |
| 6.756 | 2.467 | 2.444 | 2.481 | 2.573 | 1.973 | 1.633* |       |

Напомена: Према процени националне статистичке службе Белорусије.